# Тамаш Петреш
Тамаш Петреш (мађ. Petres Tamás; Стони Београд, 3. септембар 1968) је бивши мађарски фудбалер који је играо на позицији нападача. Био је члан тима за ФИФА Светско првенство за младе 1985. године, постао је најбољи стрелац НБ I у сезони 1988/89. и играо је за Мађарску репрезентацију. У периоду од 2001. па до 2020. године је радио као тренер у разним клубовима широм Мађарске.

## Клупска каријера
У каријери Петреш је већином играо за фудбалске клубове из Мађарске, само је једном 1991. године отишао у иностранство где је играо за аустријски Санкт Пелтен. Играјући за Видеотон у сезони 1988/89. постао је најбољи стрелац мађарске прве лиге.

## Репрезентација
У току 1990. године четири пута је наступио у репрезентацији и постигао један гол. У току 18989. године је за Олимпијску фудбалску репрезентацију Мађарске наступио седам пута и постигао два гола. За омладинску селекцију Мађарске је 1985. године наступио четири пута и на крају за други тим репрезентације је током 1988/89. наступио седам пута и постигао је два гола. 

## Тренер
Као тренер је радио у Видеотону са другим тимом и у МТК као кондициони тренер. Најдуже времена је провео у фудбалској академији Карољ Шандор која је у ствари академија МТК која се од 2001. па до 2019. години налазила у жупанији Фејер а 2019. је премештена у Будимпешту.

## Остварења
- Прва лига Мађарске у фудбалу
  - Најбољи стрелац Мађарске лиге: 1988/89. (19. голова)